# Monogramma myrtillifolia
Monogramma myrtillifolia là một loài dương xỉ trong họ Pteridaceae. Loài này được Fée Hook. mô tả khoa học đầu tiên năm 1864.